# Фелтон, Деметрик
Деметрик Фелтон—младший (англ. Demetric Felton, Jr.; 16 июля 1998, Мемфис, Теннесси) — американский футболист, раннинбек клуба НФЛ «Кливленд Браунс». На студенческом уровне выступал за команду Калифорнийского университета в Лос-Анджелесе. На драфте НФЛ 2021 года был выбран в шестом раунде.

## Биография
Деметрик Фелтон родился 16 июля 1998 года в Мемфисе, один из трёх детей в семье. Он окончил старшую школу Грейт Оук в городе Темекьюла в Калифорнии. В последних двух сезонах выступлений за её команду он набирал на выносе более 1 000 ярдов. На момент выпуска Фелтон входил в число пятидесяти самых перспективных молодых игроков штата. Весной 2016 года он поступил в Калифорнийский университет в Лос-Анджелесе.

### Любительская карьера
Сезон 2016 года Фелтон провёл в статусе освобождённого игрока, тренируясь с командой, но не участвуя в матчах. В 2017 году он дебютировал в NCAA и сыграл в двенадцати матчах, выходя на поле на позициях раннинбека и принимающего. В игре против «Гавайев» он занёс первый в карьере тачдаун.
В 2018 году он стал одним из основных ресиверов команды. Фелтон сыграл двенадцать матчей, в восьми из них выходил на поле в стартовом составе. Помимо этого, в составе специальных команд он играл на возвратах начальных ударов. Перед началом сезона 2019 года тренеры команды перевели Фелтона на место бегущего. Он принял участие в двенадцати играх и установил рекорд университета для раннинбеков по количеству приёмов за сезон.
В сезоне 2020 года Фелтон сыграл шесть матчей. По его итогам он стал лидером конференции Pac-12 по среднему количеству набираемых за игру ярдов. Лучший матч он провёл против «Аризоны», набрав на выносе 206 ярдов. По итогам турнира сайт Pro Football Focus включил Фелтона в состав сборной звёзд конференции.

#### Статистика выступлений в NCAA
| Сезон | Команда     | Игры | Приём | Приём | Приём | Приём | Вынос | Вынос | Вынос | Вынос |
| Сезон | Команда     | Игры | Rec   | Yds   | Y/A   | TD    | Att   | Yds   | Y/A   | TD    |
| ----- | ----------- | ---- | ----- | ----- | ----- | ----- | ----- | ----- | ----- | ----- |
| 2016  | УКЛА Брюинз | —    | —     | —     | —     | —     | —     | —     | —     | —     |
| 2017  | УКЛА Брюинз | 12   | 2     | -2    | -1,0  | 0     | 10    | 75    | 7,5   | 1     |
| 2018  | УКЛА Брюинз | 12   | 20    | 207   | 10,4  | 1     | 5     | 27    | 5,4   | 0     |
| 2019  | УКЛА Брюинз | 12   | 55    | 594   | 10,8  | 4     | 86    | 331   | 3,8   | 1     |
| 2020  | УКЛА Брюинз | 6    | 22    | 159   | 7,2   | 3     | 132   | 668   | 5,1   | 5     |
| Всего | Всего       | 42   | 99    | 958   | 9,7   | 8     | 233   | 1 101 | 4,7   | 7     |

### Профессиональная карьера
Перед драфтом НФЛ 2021 года аналитик сайта Bleacher Report Нейт Тайс к сильным сторонам Фелтона относил его универсальность, умение быстро менять направление движения, хорошее видение поля, работу рук и опыт игры на возвратах. В числе минусов он называл прямолинейность, средний уровень атлетизма, недостаток габаритов для позиций раннинбека и ресивера, низкую эффективность игры при защите паса и быструю потерю темпа при контакте с защитником. Тайс отмечал, что несмотря на опыт игры на двух позициях, Фелтону недостаёт мастерства и навыков для каждой из них.
Фелтон был выбран «Кливлендом» в шестом раунде драфта под общим 211 номером. В мае он подписал с клубом четырёхлетний контракт на общую сумму 3,64 млн долларов. Девятнадцатого сентября он впервые вышел на поле в нападении и, впервые получив мяч, сделал первый в карьере тачдаун.

#### Статистика выступлений в НФЛ

##### Регулярный чемпионат
| Сезон | Команда         | Игры | Приём | Приём | Приём | Приём | Вынос | Вынос | Вынос | Вынос |
| Сезон | Команда         | Игры | Rec   | Yds   | Y/A   | TD    | Att   | Yds   | Y/A   | TD    |
| ----- | --------------- | ---- | ----- | ----- | ----- | ----- | ----- | ----- | ----- | ----- |
| 2021  | Кливленд Браунс | 11   | 13    | 147   | 11,3  | 1     | 6     | 18    | 3,0   | 0     |
| Всего | Всего           | 11   | 13    | 147   | 11,3  | 1     | 6     | 18    | 3,0   | 10    |

* На 9 декабря 2021